# 库拉吉农村居民点
库拉吉农村居民点（俄语：Кулажское сельское поселение）是俄罗斯联邦布良斯克州苏拉日区所属的一个农村居民点。其下辖有29个居民点，行政中心为列斯诺耶。据2015年统计，该农村居民点的人口为2235人。